# Baszta Słomiana

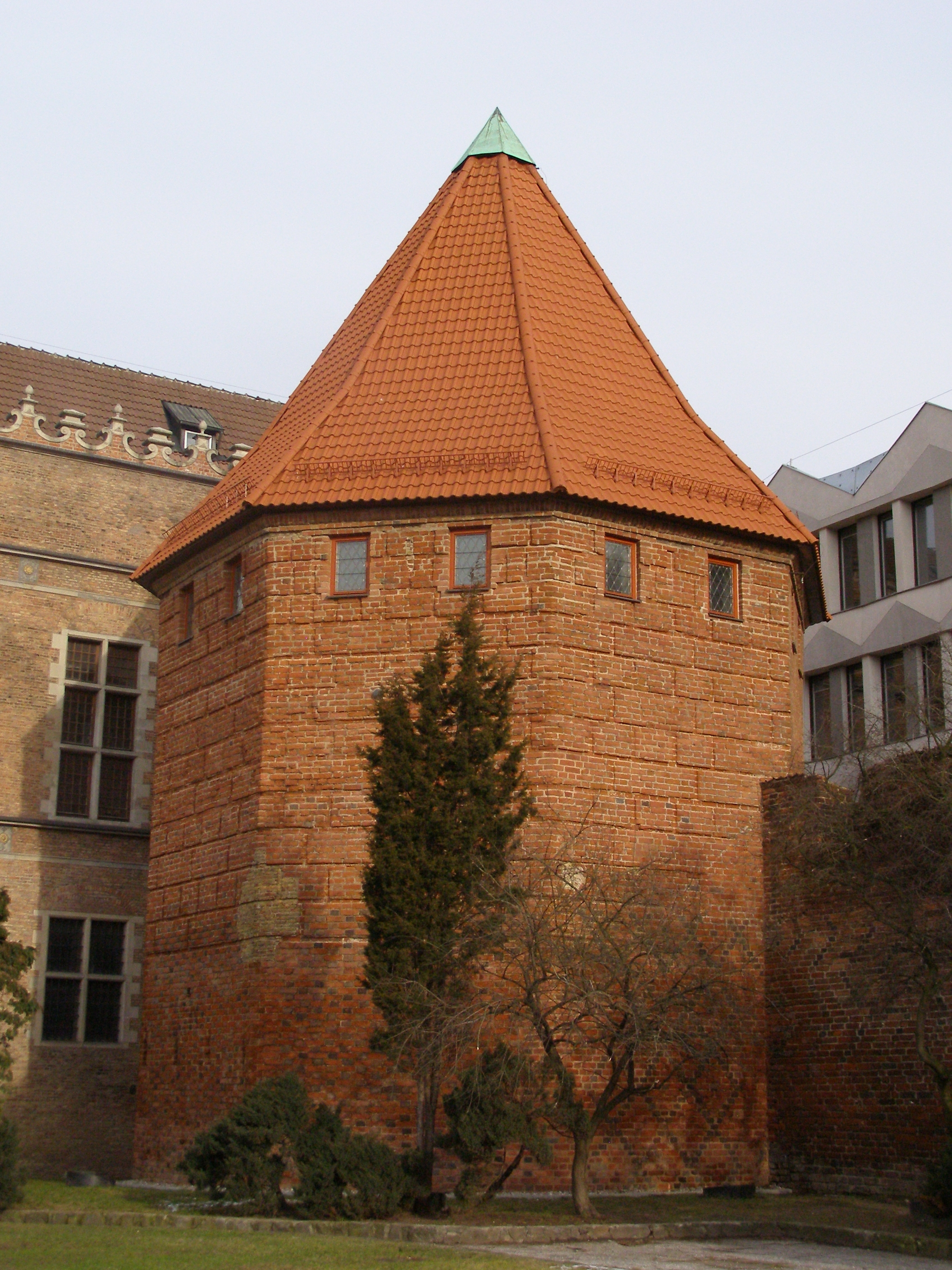
Ansicht der Baszta Słomiana (Strohturm) nach der Renovierung (2013)

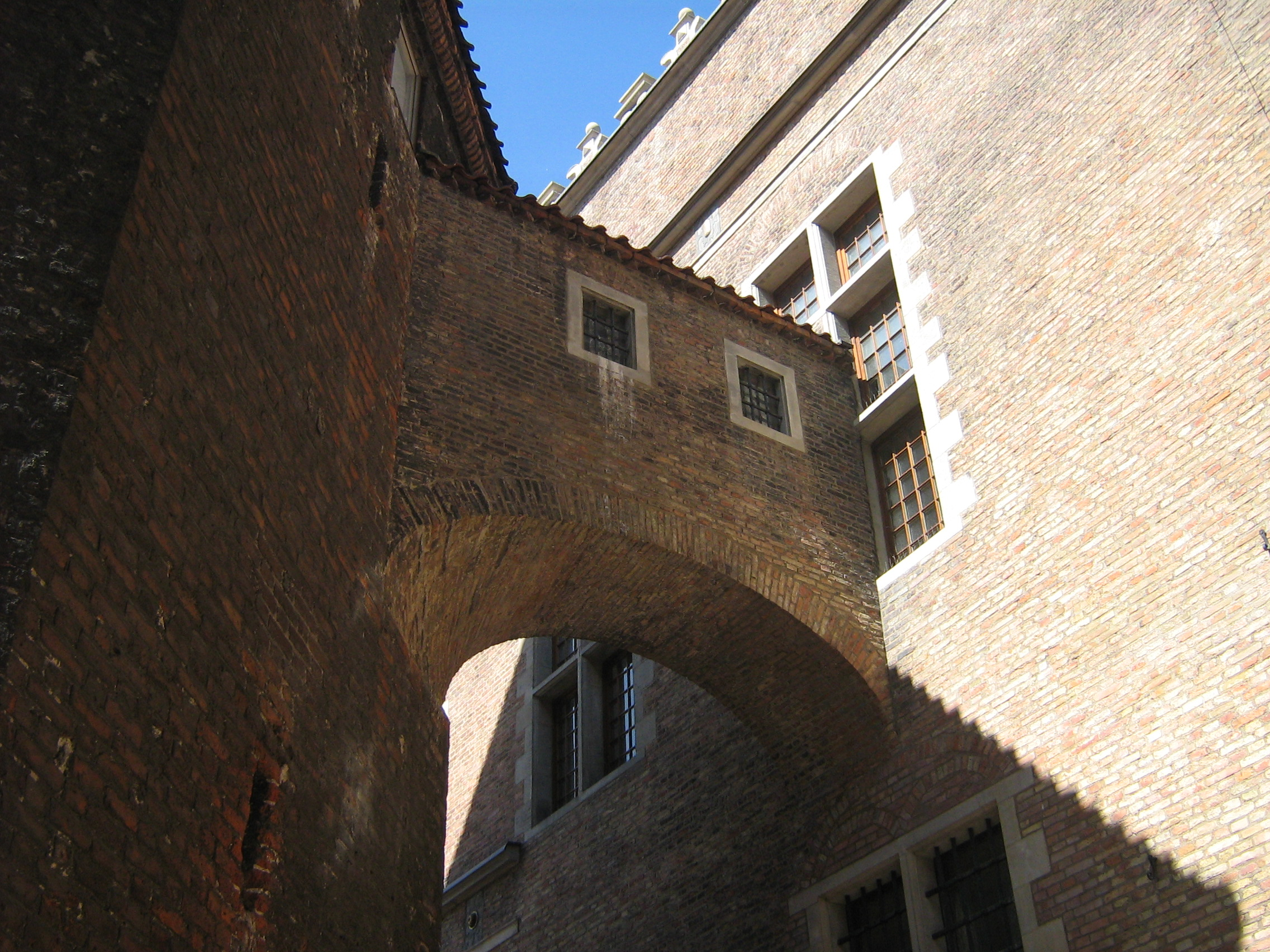
Verbindungsgang zum Großen Zeughaus

Die Baszta Słomiana (deutsch Strohturm) ist ein in der zweiten Hälfte des 14. Jahrhunderts erbauter Wehrturm (polnisch baszta) in Danzig in Polen. Als Teil der Stadtbefestigung diente er dem Schutz der Rechtstadt (Główne Miasto). Nach dem Bau der Festung Danzig blieb das Bauwerk erhalten und wurde mit dem Großen Zeughaus (Wielka Zbrojownia) verbunden.

## Geschichte
Der Strohturm wurde in der zweiten Hälfte des 14. Jahrhunderts erbaut und erhielt seine heutige Form in der ersten Hälfte des 15. Jahrhunderts. Das ursprüngliche Strohdach, dem er seinen Namen verdankt, erhielt später eine Eindeckung mit Ziegeln. Nach dem Bau des Zeughauses erhielt der Turm im 17. Jahrhundert einen Verbindungsgang zu Rüstkammer und Pulvermagazin verbunden.
Mit dem Bau der Festung verlor das Bauwerk seine Wehrfunktion. Seit der zweiten Hälfte des 17. Jahrhunderts entstanden am Rand des Kohlenmarkts (Targ Węglowy) eine dichte Bebauung mit kleinen Wohnhäusern, die in der zweiten Hälfte des 19. Jahrhunderts durch größere Bauten ersetzt wurden. Im August 1884 kaufte die Stadt Danzig der Militärverwaltung den Turm für einen symbolischen Betrag von 30 Mark ab. Die Randbebauung des Kohlenmarkts wurde 1945, wie die oberen Teile des Turms und seines Dachs, zerstört. Mit dem Zeughaus gehört, das 1950 wieder aufgebaute, Gebäude zur Danziger Kunsthochschule.
Unter den Nummern 74 und 303 wurde der Strohturm am 18. Dezember 1959 und 24. Februar 1967 in die Nationale Denkmalliste der Woiwodschaft Danzig (heute Woiwodschaft Pommern) eingetragen.

## Beschreibung
Der achteckige Turm hat drei Geschosse und ist zwölf Meter hoch. Die Mauern sind Erdgeschoss außergewöhnliche vier Meter stark, bei einem Durchmesser von 11,5 Meter. Deshalb wird vermutet, dass der Turm etwa 30 Meter hoch werden sollte. Fensteröffnungen sind nur unter dem Dach zu finden, wo die Mauern 1,2 Meter dick sind. Die Wände sind im Erdgeschoss mit Rautenornamenten aus glasierten Ziegeln (Zendrówka) verziert. Die Fassade ist in den oberen Stockwerken durch leicht zurückgesetzte Ziegelstreifen in horizontaler und vertikaler Anordnung ornamentiert. In südlicher Richtung ist ein Teil der Danziger Stadtmauer erhalten. 